# Ottis Toole

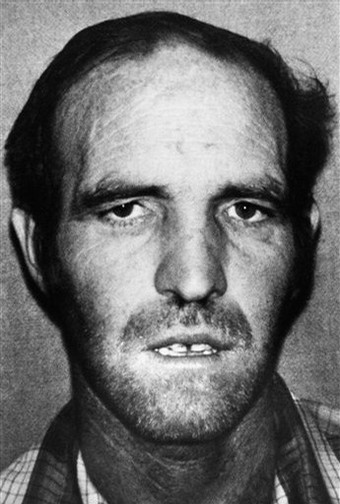
Polizeifoto von Ottis Toole (April 1983)

Ottis Elwood Toole (* 5. März 1947 in Jacksonville, Florida; † 15. September 1996 in Raiford, Florida) war ein amerikanischer Serienmörder und Kannibale.
Er wurde in Jacksonville, Florida, als achtes von neun Kindern geboren. Aus zerrütteten Verhältnissen stammend war er schwer psychotisch und entwickelte eine Faszination für Brandstiftung und den Verzehr menschlichen Fleisches.
Seinen ersten Mord beging er angeblich mit 14 Jahren, als er beim Trampen von einem Handlungsreisenden und dessen Partner mitgenommen wurde. Er erlebte einen Streit zwischen den beiden, bei dem der Fahrer seinen Freund erstach und Toole bedrohte. Toole sprang aus dem Wagen, worauf es zu einer Verfolgungsjagd kam. Nachdem sich Toole hinter das Steuer gesetzt hatte, zerquetschte er den Vertreter mit seinem eigenen Wagen. Diese Behauptung Tooles konnte allerdings nicht bestätigt werden. 1964 wurde er wegen Prostitution verhaftet. Er war für kurze Zeit verheiratet, aber seine Frau verließ ihn wegen angeblicher Homosexualität.
Er tat sich 1978 mit Henry Lee Lucas – der eher sadistisch und nekrophil veranlagt war – zusammen, um mehrere Tramper umzubringen. Die beiden befreiten Tooles Nichte und Neffen aus einem Jugendheim. Kurze Zeit später trennte sich Toole zusammen mit seinem Neffen von Lucas und Tooles zwölfjähriger Nichte, die mit Lucas zusammenblieb. Lucas brachte sie im Zuge eines Streits später um und verging sich post mortem an ihr. Lucas wurde 1983 aus anderem Anlass verhaftet und gestand daraufhin sowohl den Mord an Tooles Nichte als auch den an einer 82-jährigen Frau. Nach seiner Verurteilung gestand er hunderte weitere Morde, die er zusammen mit Toole begangen haben wollte. Gleichzeitig saß Toole in Florida wegen Brandstiftung und Mord im Gefängnis und bestätigte die Aussagen von Lucas. Angeblich verkleidete sich Toole manchmal als Frau. Nach eigener Aussage führte das zu einem höheren Interesse der Tramper. Später jedoch widerrief Lucas die meisten dieser Geständnisse. Es gilt als gesichert, dass beide mehrere Morde begangen haben. Von den hunderten Morden dürften nach einigen Quellen aber viele Geständnisse auf suggestive Befragungen durch die Ermittlungsbehörden zurückgehen. Einige Geständnisse sowohl Lucas’ als auch Tooles konnten konkret widerlegt werden.
Bei Ottis Toole selbst wurde derweil in Florida paranoide Schizophrenie festgestellt, was noch mehr Zweifel an den Geständnissen erweckte. Seine Todesstrafe wurde daraufhin in sechs aufeinanderfolgende lebenslange Freiheitsstrafen umgewandelt. Trotzdem gestand Ottis Toole weitere Morde. Er behauptete, 1981 den sechsjährigen Adam Walsh umgebracht zu haben, dessen Verschwinden seinen Vater John Walsh motiviert hatte, die Fernsehserie America’s Most Wanted zu produzieren. Später widerrief er dieses Geständnis jedoch; er wurde nie angeklagt. Ottis Toole starb am 15. September 1996 im Gefängniskrankenhaus an Leberversagen. John Walsh kritisierte die Behörden, ihn nicht auf dem Sterbebett befragt zu haben. Lucas sagte jedoch später aus, Toole habe ihm die Stelle gezeigt, an der er die Überreste des Jungen verscharrt hatte.